# Profesorul Wilczur (roman)
Profesorul Wilczur (în poloneză Profesor Wilczur) este un roman din 1939 al scriitorului polonez Tadeusz Dołęga-Mostowicz.